# Svältingen
Svältingen är en sjö i Karlsborgs kommun i Västergötland och ingår i Motala ströms huvudavrinningsområde. Sjön har en area på 0,0502 kvadratkilometer och ligger 145 m ö.h.

## Delavrinningsområde
Svältingen ingår i det delavrinningsområde (652000-142183) som SMHI kallar för Utloppet av Unden. Medelhöjden är 136 m ö.h. och ytan är 209,64 kvadratkilometer. Räknas de 7 delavrinningsområdena uppströms in blir den ackumulerade arean 309,68 kvadratkilometer. Edsån (Sågkvarnsbäcken) som avvattnar avrinningsområdet har biflödesordning 2, vilket innebär att vattnet flödar genom totalt 2 vattendrag innan det når havet efter 179 kilometer. Delavrinningsområdet består mestadels av skog (47 %). Avrinningsområdet har 94,24 kvadratkilometer vattenytor vilket ger avrinningsområdet en sjöprocent på 44,9 %.